# SSI (програмування)
Server Side Includes (SSI) — мова для динамічної збірки вебсторінок на сервері з окремих складових частин і видачі клієнтові отриманого (зібраного) HTML-документа. Використання SSI дає можливість включати один і той же фрагмент одночасно у велику кількість вебсторінок на сервері. При зміні інформації у файлі, що включається, вона одночасно міняється відразу на всіх сторінках.
Синтаксис SSI дозволяє включати в текст сторінки інші SSI-сторінки, викликати зовнішні CGI-скрипти, реалізовувати умовні операції (if/else), працювати зі змінними тощо. Завдяки крайній простоті мови, збірка SSI-сторінок відбувається дуже швидко, проте багато можливостей повноцінних мов програмування, наприклад, робота з файлами, в SSI відсутні.
Окремі елементи синтаксису SSI використовуються і в інших скриптових мовах, наприклад в ASP.
SSI реалізований у вебсервері Apache за допомогою модуля mod_include.